# Sân vận động RSN
Sân vận động RSN là một sân vận động bóng đá ở Phnôm Pênh, Campuchia. Đây là sân nhà của câu lạc bộ C-League Phnom Penh Crown. Sân vận động RSN là một sân vận động toàn chỗ ngồi và được đặt theo tên của chủ sở hữu câu lạc bộ, Rithy Samnang. Sân vận động đã được khánh thành với RSN Youth Cup vào tháng 6 năm 2015 với một giải đấu tứ hùng quốc tế bao gồm Frenz United của Malaysia và Chonburi và Muangthong United của Thái Lan. Tất cả số tiền thu được từ giải đấu đã được trao cho bệnh viện nhi Kantha Bopha.